# Gmina zbiorowa Beverstedt
Gmina zbiorowa Beverstedt (niem. Samtgemeinde Beverstedt) – dawna gmina zbiorowa położona w niemieckim kraju związkowym Dolna Saksonia, w powiecie Cuxhaven. Siedziba administracji gminy zbiorowej znajdowała się w mieście Beverstedt. Dnia 1 listopada 2011 gmina zbiorowa została rozwiązana i utworzona została gmina samodzielna (Einheitsgemeinde) Beverstedt

## Podział administracyjny
Do gminy zbiorowej Beverstedt należało dziewięć gmin, w tym jedno miasto (niem. Flecken):
1. Appeln
2. Beverstedt
3. Bokel
4. Frelsdorf
5. Heerstedt
6. Hollen
7. Kirchwistedt
8. Lunestedt
9. Stubben